# Porsche 597
Porsche 597 «Jagdwagen» (перекладається як «мисливський автомобіль») — позашляховик на базі компонентів Porsche 356, що випускався між 1955 і 1958 роками. Porsche замовив участь у конкурсі військових автомобілів для Федеральної армії (Бундесверу). Після програшу в конкурсі його недовго випускали в цивільній версії. Було виготовлено приблизно 71 екземпляр цього автомобіля, 49 з яких були цивільними версіями (конкурс виграла компанія Auto Union з DKW Munga).

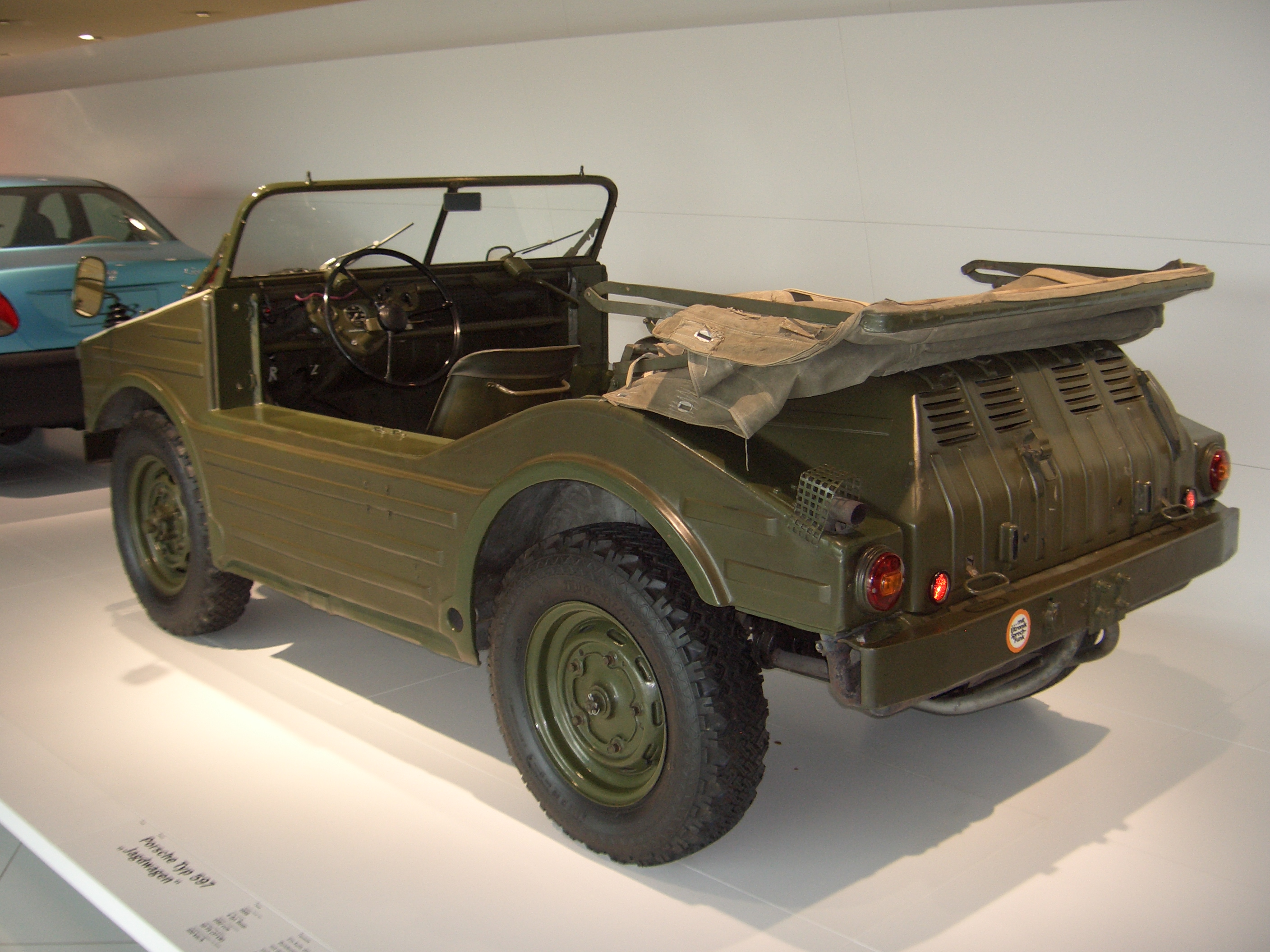

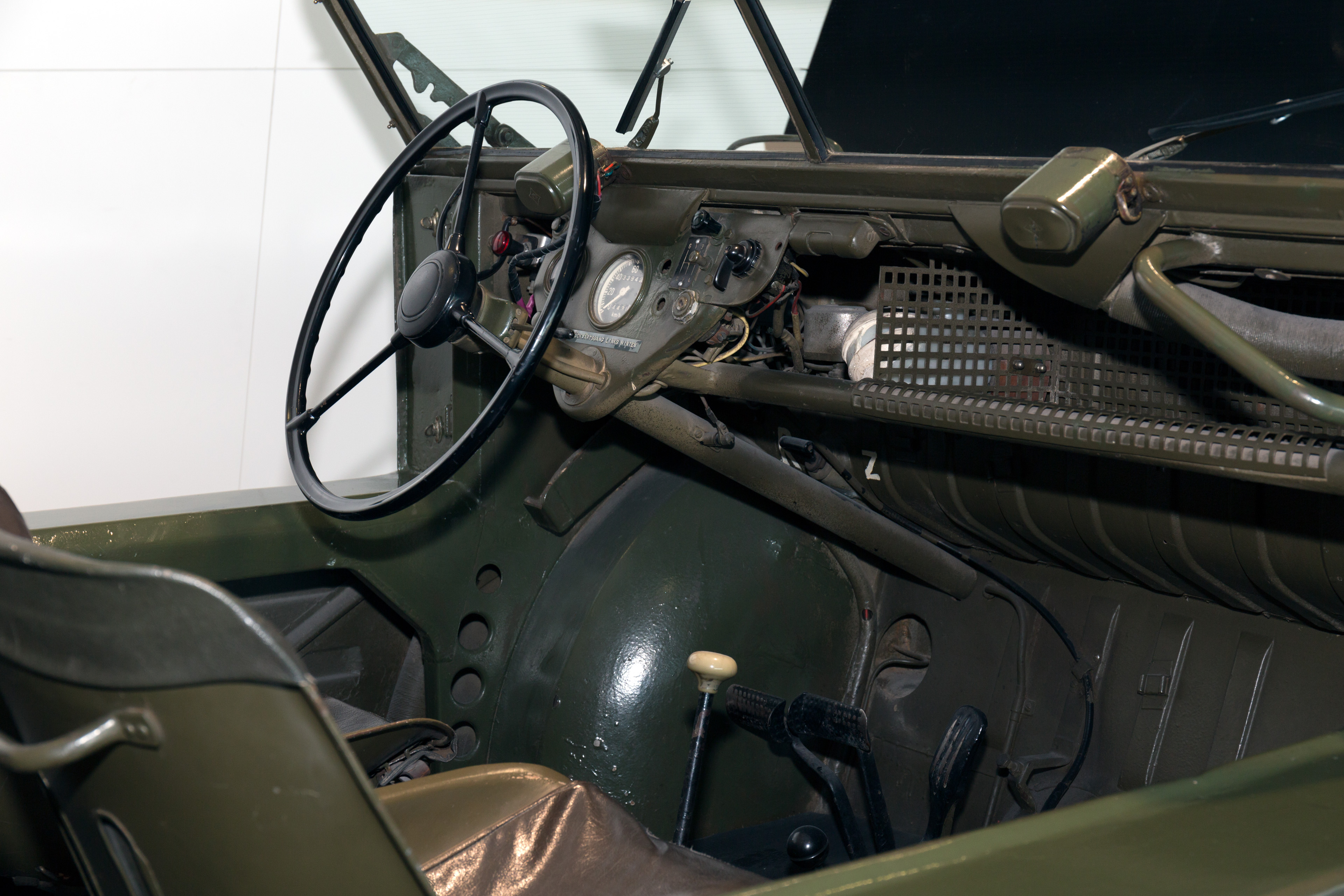

Щодо конструкції, автомобіль був похідною від Porsche 356. Він мав задній привід з перемиканням на передній, а також був оснащений 1,5-літровим двигуном (спочатку в прототипі, а пізніше 1,6-літровим (1582 см3)) з повітряним охолодженням. потужністю 50 к.с. і розміщеним за задньою віссю. Двигун був заснований на Porsche 356, але мав нижчий ступінь стиснення, водонепроникний корпус розподільника, інші кулі розподільного вала та карбюратори Zenitha. Максимальна швидкість коливалася близько 100 км/год. Кузов був відкритим монококом, спочатку без дверей; ближче до кінця виробництва екземпляри були оснащені ними. Передня частина мала 60-літровий паливний бак з відкритим верхом з додатковим заглибленням спереду для каністри та запасне колесо, встановлене вертикально у заглибленні передньої стінки.
Наразі Porsche 597 є колекційним предметом; у 2015 році його оцінювали в 150 000 євро.